# Horní Lomná
Horní Lomná (in polacco Łomna Górna, in tedesco Ober Lomna) è un comune della Repubblica Ceca facente parte del distretto di Frýdek-Místek, nella regione della Moravia-Slesia.